# São João do Oriente
São João do Oriente is een gemeente in de Braziliaanse deelstaat Minas Gerais. De gemeente telt 8.128 inwoners (schatting 2009).

## Aangrenzende gemeenten
De gemeente grenst aan Dom Cavati, Iapu, Inhapim en Sobrália.